# 그로테스크

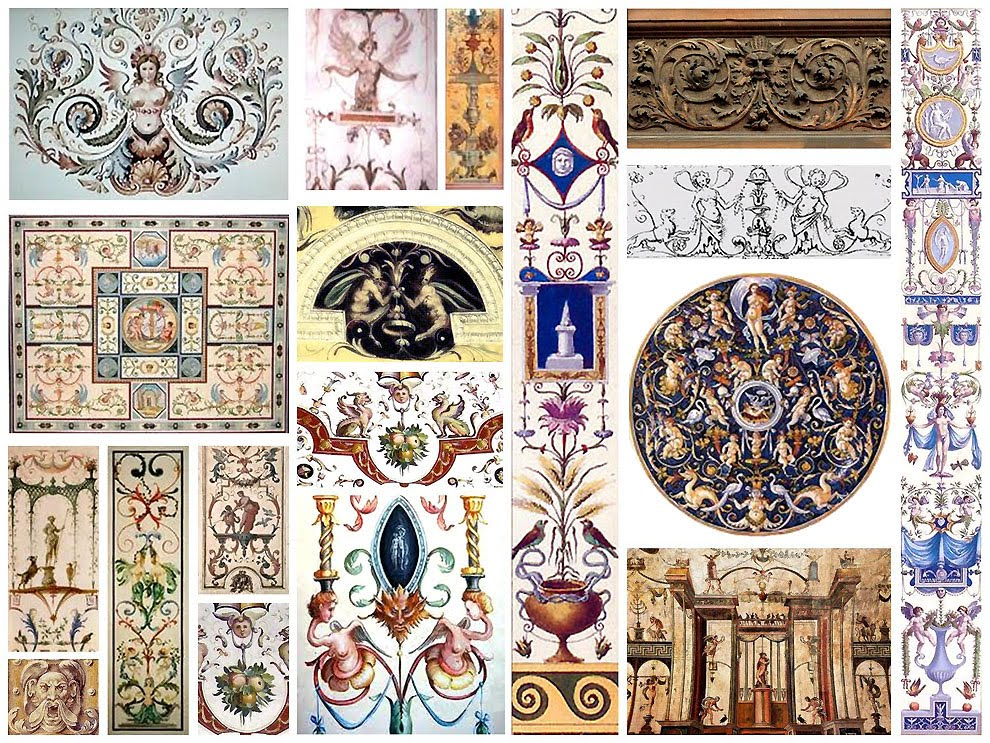
르네상스 시대의 그로테스크 문양.

그로테스크(grotesque)는 서양 장식 모양의 일종이다. 그로트(grotto)에서 유래된 말로 동물, 식물, 가면, 건축의 일부 등 각종 모티브를 곡선 모양으로 연결시켜 복잡하게 구성한 것을 말한다.
로마 시대의 벽화(예를 들면 네로의 도무스 아우레아)에 사용된 데서 시작되는데, 르네상스 기에 특히 즐겨 쓰여 라파엘로의 바티칸 궁전 로지아의 장식과 같은 걸작을 낳았다. 그 후 장식적 패턴을 떠나서 기괴한 환상적인 표현을 통상 그로테스크의 명칭으로 부르게 되었다.

## 같이 보기
- 프랙탈
- 탈

## 참고 자료
- 이 문서에는 다음커뮤니케이션(현 카카오)에서 GFDL 또는 CC-SA 라이선스로 배포한 글로벌 세계대백과사전의 내용을 기초로 작성된 글이 포함되어 있습니다.